# Oecetis jenniae
Oecetis jenniae is een schietmot uit de familie Leptoceridae. De soort komt voor in het Australaziatisch gebied.